# Åsnes
Åsnes é uma comuna da Noruega, com 1 041 km² de área e 7 924 habitantes (censo de 2004).         